# L'ultima sfida (film 1982)
L'ultima sfida (The Challenge) è un film del 1982 diretto da John Frankenheimer, ed interpretato da Scott Glenn e Toshirō Mifune (leggendario interprete di molte pellicole di Akira Kurosawa).
La pellicola, rapida e molto violenta, viene impreziosita dalla colonna sonora di Jerry Goldsmith, che mescola sapientemente pagine sinfoniche contemporanee a sonorità orientali.
Distribuito in Italia il 21 aprile 1983 con doppiaggio a cura del Gruppo Trenta.

## Trama
Un giovane americano viene assoldato da una famiglia giapponese (che gestisce una scuola per samurai) con l'incarico di sorvegliare una katana, la spada dei samurai, che si teme possa essere sottratta da altri membri della stessa famiglia. L'americano stenta a comprendere la filosofia nipponica e si presta ad un sordido doppio gioco con gli avversari dei suoi datori di lavoro. Ben presto, però, l'addestramento a cui viene sottoposto, il senso dell'onore e l'amore lo inducono a riportarsi sulla retta via, non prima che si scateni un sanguinario combattimento che lascia pochi superstiti sul campo di battaglia.